# Гросбус
Гросбус (люкс. Groussbus, фр. Grosbous) — коммуна в Люксембурге, располагается в округе Дикирх. Коммуна Гросбус является частью кантона Реданж. В коммуне находится одноимённый населённый пункт.
Население составляет 855 человек (на 2008 год), в коммуне располагаются 307 домашних хозяйств. Занимает площадь 20,11 км² (по занимаемой площади 56 место из 116 коммун). Наивысшая точка коммуны над уровнем моря составляет 523 м. (14 место из 116 коммун), наименьшая 301 м. (103 место из 116 коммун).

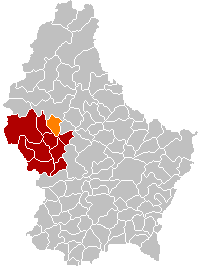
Оранжевый цвет - коммуна Гросбус, красный - кантон Реданж.